# Fianna Fáil
Il Fianna Fáil - The Republican Party (tradotto dal gaelico: Soldati del Destino, ; dall'inglese: Il Partito Repubblicano) è un partito politico di centro e centro-destra della Repubblica d'Irlanda assieme al Fine Gael. Creato da Éamon de Valera nel maggio 1926 ha dominato la scena politica irlandese per circa 42 anni prima di perdere la maggioranza assoluta nel 1948. Grazie a diverse alleanza ha comunque governato il Paese con una maggioranza relativa fino al 1973, entrando poi in coalizione con Fine Gael e il Partito Laburista. Resta uno dei partiti più emblematici d'Irlanda.

## Storia
Il Fianna Fáil venne fondato nel 1926 da Éamon de Valera. Inizialmente il partito era caratterizzato da posizioni di centro-sinistra venate da un certo radicalismo ed era fortemente repubblicano e contrario al mantenimento di legami stretti con la Gran Bretagna, tanto che si oppose strenuamente alla ratifica del trattato anglo-irlandese del 1921 che sanciva la nascita dello Stato Libero d'Irlanda.
Tradizionalmente il Fianna Fáil è stato visto come collocato alla destra del Partito Laburista e a sinistra del Fine Gael. Con il tempo le posizioni del partito si sono spostate verso posizioni liberal-democratiche e conservatrici, anche grazie alla sua affermazione come principale partito di governo del paese. Tra il 1989 e il 2011 ha guidato infatti governi di coalizione con partiti di sinistra e di destra.
Nell'aprile 2009 il Fianna Fáil aderì in sede europea all'ALDE, malgrado il suo posizionamento non univocamente liberale, tanto che soprattutto all'inizio tende a discostarsene in materia fiscale e di diritti civili.

## Ideologia e politiche
Fianna Fáil è considerato un partito conservatore, come Fine Gael, ma anche nazionalista. Si è presentato come una "grande chiesa", un partito di massa che ha attirato il sostegno di classi sociali disparate, con un'ideologia e un posizionamento politico definiti in modo relativamente vago e flessibile, adattabili in modo pragmatico alle tendenze dell'elettorato. Esponenti come Brian Lenihan Snr negli anni Ottanta e Bertie Ahern negli anni 2000 ribadirono la natura di "partito pigliatutto" della loro formazione politica.
Le politiche di Fianna Fáil contengono tuttavia una serie di aspetti durevoli, vale a dire un impegno per l'unità irlandese, la promozione e la protezione della lingua irlandese e il mantenimento della tradizione di neutralità militare dell'Irlanda. Distintamente più populista, nazionalista e, in generale, più economicamente interventista di Fine Gael, il partito condivide nondimeno con il rivale il sostegno all'Unione europea e un'opposizione al repubblicanesimo della forza fisica.
R. Ken Carty scrisse di Fianna Fáil e Fine Gael che erano "eterogenei nelle loro basi di sostegno, relativamente indifferenziati in termini di politica o programma, e notevolmente stabili nei loro livelli di supporto". Sondaggi di esperti, sondaggi di opinione e sui candidati non riescono a rilevare forti distinzioni tra Fianna Fáil e Fine Gael. Molti sottolineano la politica della guerra civile irlandese e ritengono che la base per la divisione sia stato il disaccordo sulla strategia per realizzare un'Irlanda unita. Kevin Byrne e il politologo Eoin O'Malley hanno respinto questa teoria e hanno sostenuto che le differenze tra le due parti vanno molto più indietro nella storia irlandese: collegarono le parti a diverse tradizioni nazionaliste (rispettivamente, illuminismo irlandese per Fine Gael e nazionalismo gaelico per il Fianna Fáil) che a loro volta potevano essere collegate alle migrazioni anglo-normanne e all'influenza inglese in Irlanda e alla popolazione nativa gaelica.
Il nome e il logo del partito incorporano le parole "The Republican Party". Secondo Fianna Fáil, "il repubblicano qui sta sia per l'unità dell'isola che per l'impegno verso i principi storici della filosofia repubblicana europea, vale a dire la libertà, l'uguaglianza e la fraternità".
È interessante notare che nel nome del partito compaia il termine "Fianna": questo termine, tradotto variamente come "soldati", "gruppo armato", "banda di uomini armati", si riferisce a una realtà irlandese che assume una connotazione epica. Le ballate irlandesi spesso narrano le gesta di una "Fianna", la quale esprimerebbe i valori di libertà del popolo irlandese, sebbene all'atto pratico queste formazioni paramilitari abbiano commesso anche delitti e soprusi.

## Risultati elettorali
Il Fianna Fáil è stato al governo per la maggior parte della storia della repubblica d'Irlanda. Dopo il Partito Socialdemocratico dei Lavoratori di Svezia, il Fianna Fáil vanta la più lunga permanenza al governo di un paese (sette volte e per complessivi quarantasette anni). Il suo periodo più lungo di permanenza ininterrotta al governo è stato di 15 anni e 11 mesi tra il 1932 e il 1948 con Éamon de Valera. Il periodo più lungo trascorso all'opposizione è stato di 4 anni e 4 mesi tra il 1973 e il 1977.
Tutti i leader del Fianna Fáil sono stati Taoiseach. Dei nove presidenti della repubblica irlandese eletti finora, tutti, ad eccezione di Mary Robinson e Michael D. Higgins, erano membri del Fianna Fáil o erano stati appoggiati dal partito nella loro candidatura.
Fino alle elezioni del 2011 il Fianna Fáil è sempre stato il partito con più seggi nel Dáil Éireann. Alle elezioni generali del 2011 il partito subì una sconfitta di dimensioni storiche, conseguendo il suo peggior risultato di sempre e diventando il terzo partito del paese. Passò dal 41,6% dei voti ottenuti alle elezioni del 2007 al 17,4% e da 77 a 20 seggi.

### Elezioni legislative
| Anno    | Voti    | %          | +/-  | Seggi    | +/- | Status                |
| ------- | ------- | ---------- | ---- | -------- | --- | --------------------- |
| 06/1927 | 299 486 | 26,2 (2.º) | —    | 44 / 153 | —   | Opposizione           |
| 09/1927 | 411 777 | 35,2 (2.º) | 9,0  | 57 / 153 | 13  | Opposizione           |
| 1932    | 566 498 | 44,5 (1.º) | 9,3  | 72 / 153 | 15  | Governo               |
| 1933    | 689 054 | 49,7 (1.º) | 5,2  | 77 / 153 | 5   | Governo               |
| 1937    | 599 040 | 45,2 (1.º) | 4,5  | 69 / 138 | 8   | Governo               |
| 1938    | 667 996 | 51,9 (1.º) | 6,7  | 77 / 138 | 8   | Governo               |
| 1943    | 557 525 | 41,9 (1.º) | 10,0 | 67 / 138 | 10  | Governo               |
| 1944    | 595 259 | 48,9 (1.º) | 7,0  | 76 / 138 | 9   | Governo               |
| 1948    | 553 914 | 41,9 (1.º) | 7,0  | 68 / 147 | 8   | Opposizione           |
| 1951    | 616 212 | 46,3 (1.º) | 4,4  | 69 / 147 | 1   | Governo               |
| 1954    | 578 960 | 43,4 (1.º) | 2,9  | 65 / 147 | 4   | Opposizione           |
| 1957    | 592 994 | 48,3 (1.º) | 4,9  | 78 / 147 | 13  | Governo               |
| 1961    | 512 073 | 43,8 (1.º) | 4,5  | 70 / 144 | 7   | Governo               |
| 1965    | 597 414 | 47,7 (1.º) | 3,9  | 72 / 144 | 2   | Governo               |
| 1969    | 602 234 | 45,7 (1.º) | 2,0  | 75 / 144 | 3   | Governo               |
| 1973    | 624 528 | 46,2 (1.º) | 0,5  | 69 / 144 | 6   | Opposizione           |
| 1977    | 811 615 | 50,6 (1.º) | 4,4  | 84 / 148 | 15  | Governo               |
| 1981    | 777 616 | 45,3 (1.º) | 5,3  | 78 / 166 | 6   | Opposizione           |
| 02/1982 | 786 951 | 47,3 (1.º) | 2,0  | 81 / 166 | 3   | Governo               |
| 11/1982 | 763 313 | 45,2 (1.º) | 2,1  | 75 / 166 | 6   | Opposizione           |
| 1987    | 784 547 | 44,1 (1.º) | 1,3  | 81 / 166 | 6   | Governo               |
| 1989    | 731 472 | 44,1 (1.º) | 0    | 77 / 166 | 4   | Governo               |
| 1992    | 674 650 | 39,1 (1.º) | 5,0  | 68 / 166 | 9   | Governo               |
| 1997    | 703 700 | 39,3 (1.º) | 0,2  | 77 / 166 | 9   | Governo               |
| 2002    | 770 748 | 41,5 (1.º) | 2,2  | 81 / 166 | 4   | Governo               |
| 2007    | 858 565 | 41,6 (1.º) | 0,1  | 77 / 166 | 4   | Governo               |
| 2011    | 387 358 | 17,4 (3.º) | 24,2 | 20 / 166 | 57  | Opposizione           |
| 2016    | 519 356 | 24,3 (2.º) | 6,9  | 44 / 158 | 24  | Sostegno parlamentare |
| 2020    | 484 320 | 22,2 (2.º) | 2,1  | 38 / 160 | 6   | Governo (Coalizione)  |
| 2024    | 481 417 | 21,8 (1.º) | 0,4  | 48 / 176 | 10  | Governo (Coalizione)  |

### Elezioni europee
| Anno | Voti    | %          | +/- | Seggi  | +/- |
| ---- | ------- | ---------- | --- | ------ | --- |
| 1979 | 464 451 | 34,7 (1.º) | —   | 5 / 15 | —   |
| 1984 | 438 946 | 39,2 (1.º) | 4,5 | 8 / 15 | 3   |
| 1989 | 514 537 | 31,5 (1.º) | 7,7 | 6 / 15 | 2   |
| 1994 | 398 066 | 35,0 (1.º) | 3,5 | 7 / 15 | 1   |
| 1999 | 537 757 | 38,6 (1.º) | 3,6 | 6 / 15 | 1   |
| 2004 | 524 504 | 29,5 (1.º) | 9,1 | 4 / 13 | 2   |
| 2009 | 440 562 | 24,1 (2.º) | 5,4 | 3 / 12 | 1   |
| 2014 | 369 545 | 22,3 (1.º) | 1,8 | 1 / 11 | 2   |
| 2019 | 277 705 | 16,6 (2.°) | 5,7 | 1 / 11 | 0   |
| 2024 | 356 794 | 20,7 (2.°) | 4,1 | 4 / 14 | 3   |

## Leader
Il presidente del Fianna Fáil viene eletto dal congresso del partito, mentre il suo leader viene eletto dal gruppo parlamentare del partito. Tuttavia di fatto le due cariche coincidono e sono sempre state ricoperte dalla medesima persona, tranne per brevi periodi di passaggio.
- Éamon de Valera (1926-1959)
- Seán Lemass (1959-1966)
- Jack Lynch (1966-1979)
- Charles Haughey (1979-1992)
- Albert Reynolds (1992-1994)
- Bertie Ahern (1994-2008)
- Brian Cowen (2008-2011)
- Micheál Martin (2011-in carica)

## Presenza nell'Irlanda del Nord
Il 17 settembre 2007 il Fianna Fáil annunciò che il partito si sarebbe per la prima volta organizzato anche nell'Irlanda del Nord. Pochi giorni dopo cominciò a reclutare membri nelle università e a fondare associazioni politiche a Belfast e a Derry. Il 7 dicembre 2007 il partito annunciò che era stato registrato dalla commissione elettorale del Regno Unito, diventando così un partito ufficialmente riconosciuto nell'Ulster. Nel 2009 il congresso del Fianna Fáil promosse la creazione di sezioni del partito nelle varie contee dell'Irlanda del Nord.